# Styloniscus iheringi
Styloniscus iheringi är en kräftdjursart som först beskrevs av Karl Wilhelm Verhoeff 1951A.  Styloniscus iheringi ingår i släktet Styloniscus och familjen Styloniscidae. Inga underarter finns listade i Catalogue of Life.